# Eschweilera baguensis
Eschweilera baguensis  es una especie de planta leñosa perteneciente a la familia Lecythidaceae.
Es endémica de Perú.

## Fuente
- World Conservation Monitoring Centre 1998.  Eschweilera baguensis.   2006 IUCN Lista Roja de Especies Amenazadas; bajado 18 de julio de 2007